# Gilbert Baumslag
Gilbert Baumslag (né le 20 avril 1933 à Johannesbourg et mort le 20 octobre 2014) est un mathématicien américain d'origine sud-africaine, spécialiste en théorie combinatoire des groupes.

## Biographie
Baumslag étudie à l'université du Witwatersrand avec un bachelor en 1953 et un master en 1955. Il obtient en 1958 un doctorat à l'université de Manchester sous la direction de Bernhard Neumann(titre de la thèse : Some Aspects of Groups with Unique Roots). Il est ensuite lecteur à l'université de Manchester 1958-1959, instructeur à l'université de Princeton (1959-1960) et à partir de 1962 professeur assistant au Courant Institute of Mathematical Sciences de l'université de New York où il devient aussi professeur associé. En 1964 il devient professeur à l'université de la ville de New York, en 1968-1969 il est chercheur invité à l'Institute for Advanced Study ; de 1969 à 1973 il est professeur à l'université Rice et ensuite au City College de l'université de New York, à la fois en mathématiques, informatique et ingénierie électrique. À partir de 1973 il est distinguished professor, finalement distinguished professor emeritus.

## Travaux
Baumslag a travaillé sur la théorie combinatoire des groupes, les présentations de groupes et les groupes. Avec Donald Solitar, il introduit en 1962 les groupes de Baumslag-Solitar, notées généralement {\displaystyle B(m,n)}, engendrés par la relation {\displaystyle ba^{m}b^{-1}=a^{n}}, où {\displaystyle m} et {\displaystyle n} ont des entiers relatifs non nuls. Par exemple {\displaystyle B(1,1)} est le groupe abélien libre à eux générateurs, et {\displaystyle B(1,-1)}, est le groupe fondamental de la bouteille de Klein. Le groupe {\displaystyle B(2,3)} est un exemple d'un groupe infini qui n'est pas hopfien. Trouver un tel exemple à une relation était la motivation initiale de Baumslag et Solitar, en réponse à l'affirmation de Graham Higman de 1951 que tous les groupes finiment présenté à une relation étaient hopfien.
Baumslag a également initié la recherche sur les groupes groupes paralibres (en) qui sont proches mais différents des groupes libres. Baumslag dirigeait le New York Group Theory Seminar, alors un séminaire réputé en théorie des groupes. En théorie algorithmique des groupes il était le directeur du Center for Algorithms & Interactive Scientific Software (CAISS) du City College de New York. Il travaillait aussi sur un système cryptographique bases sur le groupe modulaire. Enfin, Baumslag s'intéressait à l'enseignement des mathématiques, y compris aux logiciels correspondants, basés sur la théorie des groupes, avec contribution d'élèves de mathématiques du secondaire et du premier cycle universitaire.
Ancien élève de Wilhelm Magnus, Baumslag a édité ses Collected Papers en 1984 avec Bruce Chandler.

## Distinctions
En 1976 il est fait docteur honoris causa de l'université Witwatersrand. Il a été Sloan Research Fellow à l'université Rice. En 2012 il devient Fellow de l'American Mathematical Society.

## Publications (sélection)
Articles
- Gilbert Baumslag, « Groups with the same lower central sequence as a relatively free group. I. The groups », Transactions of the American Mathematical Society, vol. 129,‎ 1967, p. 308–321 (MR 0217157).
- Gilbert Baumslag, « Groups with the same lower central sequence as a relatively free group. II. Properties », Transactions of the American Mathematical Society, vol. 142,‎ 1969, p. 507-538 (MR 0245653).
- Gilbert Baumslag et Donald Solitar, « Some two-generator one-relator non-Hopfian groups », Bulletin of the American Mathematical Society, vol. 68,‎ 1962, p. 199-201 (MR 0142635, lire en ligne, consulté le 20 juillet 2018).
- Gilbert Baumslag et Urs Stammbach, « A non-free parafree group all of whose countable subgroups are free », Mathematische Zeitschrift, vol. 148,‎ 1976, p. 63–65.
- Gilbert Baumslag, « Parafree Groups », dans Laurent Bartholdi, Tullio Ceccherini-Silberstein, Tatiana Smirnova-Nagnibeda et Andrzej Zuk (éditeurs), Infinite Groups: Geometric, Combinatorial and Dynamical Aspects, Bâle, Birkhäuser, coll. « Progress in Mathematics » (no 248), 2005, viii+ 413 (ISBN 978-3-7643-7446-4 et 978-3-7643-7447-1, DOI 10.1007/3-7643-7447-0_1), p. 1-14.

Ouvrages
- Gilbert Baumslag, Topics in Combinatorial Group Theory, Birkhäuser, 1993.
- Gilbert Baumslag et Charles F. Miller, Algorithms and Classification in Combinatorial Group Theory, Springer, 1992.
- (en) Gilbert Baumslag, Benjamin Fine, Martin Kreuzer et Gerhard Rosenberger, A Course in Mathematical Cryptography, Berlin, De Gruyter, 2015, xiii + 376 (ISBN 978-3-11-037276-2 et 978-3-11-037277-9, MR 3558843).
- Gilbert Baumslag, Lecture Notes on Nilpotent Groups, vol. 2, AMS et CBMS, 1971 et 2007, vii+73 (ISBN 978-1-4704-2362-9 et 978-3-11-037277-9, MR 283082).